# غلامحسین کندی
غلامحسین کندی یک روستا در ایران است که در دهستان قشلاق جنوبی واقع شده‌است. غلامحسین کندی ۱۲۱ نفر جمعیت دارد.